# Fachruddin Aryanto
Fachruddin Wahyudi Aryanto (sinh ngày 19 tháng 2 năm 1989 tại Klaten, Indonesia) là một cầu thủ bóng đá người Indonesia hiện đang chơi ở vị trí hậu vệ cho câu lạc bộ Madura United  tại giải vô địch bóng đá Indonesia.

## Sự nghiệp câu lạc bộ
Ngày 12 tháng 11 năm 2014, anh gia nhập Sriwijaya FC.

## Sự nghiệp đội tuyển quốc gia

### Đội tuyển quốc gia
| Indonesia | Indonesia | Indonesia |
| Năm       | Trận      | Bàn       |
| --------- | --------- | --------- |
| 2012      | 4         | 0         |
| 2013      | 2         | 0         |
| 2014      | 3         | 0         |
| 2015      | 1         | 0         |
| 2016      | 10        | 1         |
| 2017      | 7         | 0         |
| 2018      | 8         | 1         |
| 2021      | 10        | 0         |
| 2022      | 8         | 2         |
| Tổng cộng | 53        | 4         |

### Bàn thắng quốc tế
Bàn thắng và kết quả của Indonesia được để trước.
| #  | Ngày                 | Địa điểm                                                      | Đối thủ     | Bàn thắng | Kết quả | Giải đấu                 |
| -- | -------------------- | ------------------------------------------------------------- | ----------- | --------- | ------- | ------------------------ |
| 1. | 22 tháng 11 năm 2016 | Sân vận động Thể thao Philippines, Bocaue, Philippines        | Philippines | 1–1       | 2–2     | AFF Cup 2016             |
| 2. | 17 tháng 11 năm 2018 | Sân vận động Rajamangala, Băng Cốc, Thái Lan                  | Thái Lan    | 2–4       | 2–4     | AFF Cup 2018             |
| 3. | 14 tháng 6 năm 2022  | Sân vận động Quốc tế Jaber Al-Ahmad, Thành phố Kuwait, Kuwait | Nepal       | 3–0       | 7–0     | Vòng loại Asian Cup 2023 |
| 4. | 24 tháng 9 năm 2022  | Sân vận động Gelora Bandung Lautan Api, Bandung, Indonesia    | Curaçao     | 2–1       | 3–2     | Giao hữu                 |